# سيمون مارميون

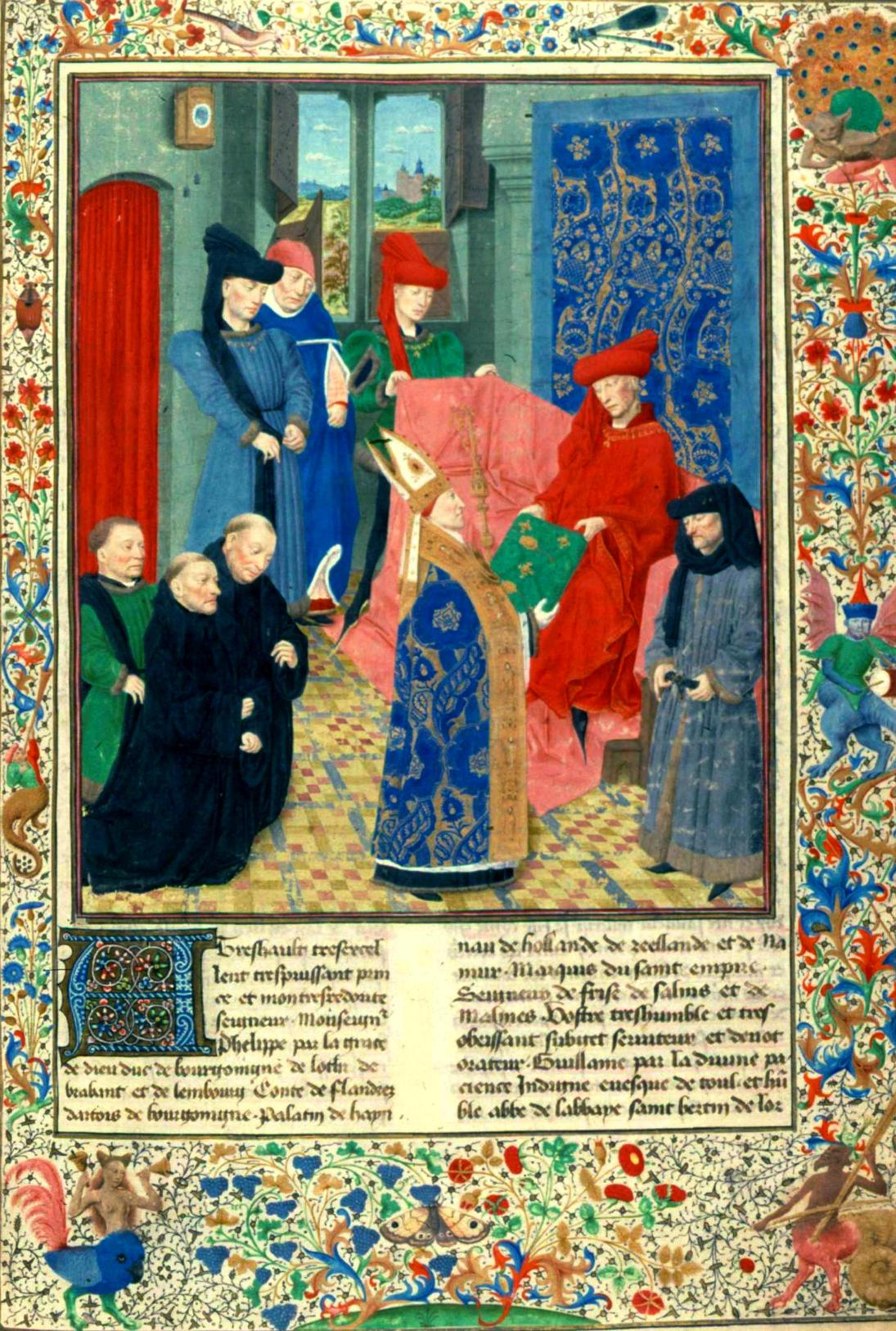
أبوت غيوم دي فيلاستر يقدم سجلات فرنسا العظمى إلى فيليب الطيب؛ قد تكون الشخصية الجاثية المرتدية ثوبًا باللون الأخضر بورتريه ذاتي لمارميون. (خمسينيات القرن الثالث عشر)

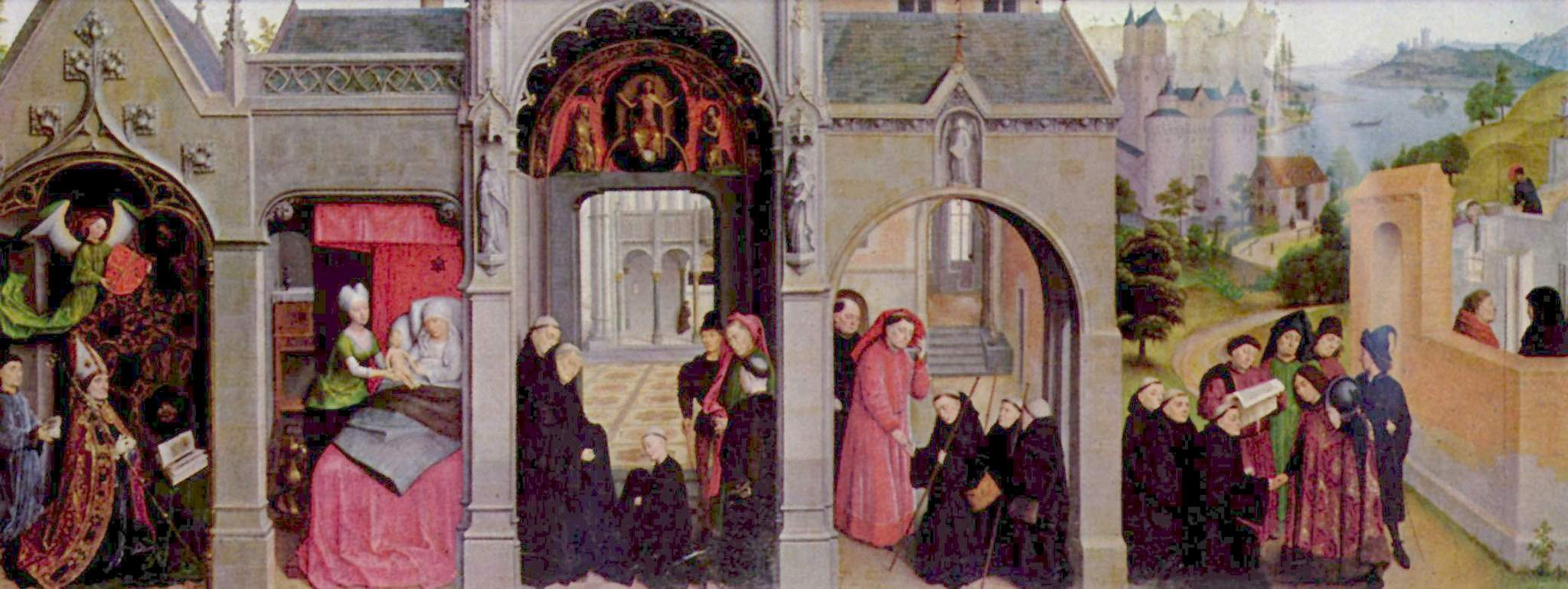
جزء من لوحة مذبح كنيسة سانت بيرتين، برلين

سيمون مارميون (بالفرنسية: Simon Marmion)‏ (المولود نحو 1425- المتوفى 24 أو 25 ديسمبر 1489) هو مصوّر فرنسيّ وبورغنديّ وأحد أوائل مصوري الألواح والمخطوطات المذهّبة الهولنديين. عاش مارميون وعمل في ما هو الآن فرنسا، لكنه كان واحدًا من سكان دوقية بورغندي في جنوب هولندا معظم حياته.

## حياته
مثل العديد من المصوِّرين في عصره، كان مارميون ينحدر من عائلة من الفنانين، وكان كلٌ من والده جان وشقيقه ميل مصورًا. سُجِّل أن مارميون كان يعمل في أميان بين عاميّ 1449 و 1454، ثم في فالنسيان من 1458 حتى وفاته. رعاه فيليب الطيب دوق بورغوندي من عام 1454 عندما كان واحدًا من عدة فنانين استُدعوا إلى ليل للعمل على ديكورات وليمة عيد الدراج. وظفه العديد من أفراد الأسرة الدوقية، من بينهم شارل الجريء ومارجريت دوقة يورك. أطلق عليه معاصر مقرَّب له «أمير صانعي المخطوطات المذهبَّة». بعد ثلاث سنوات من وفاته، تزوجت أرملته جان دي كواروب من تلميذه المصوِّر جان بروفوست، الذي ورث بوفاتها تركة مارميون الكبيرة.
رغم أن أكثر ما عُرِف به مارميون هي مخطوطاته المذهبَّه، إلا أنه أنتج أيضًا بورتريهات ولوحات أخرى، ولوحات مذابح، وأعمال ديكورية. فهناك لوحة مذبح شهيرة مُصوَّر على وجهيها العديد من المشاهد من حياة سانت بيرتين في معرض الأحجار الكريمة (Gemäldegalerie)، برلين (مع قسمين في المعرض الوطني (لندن). ولوحة قداس القديس غريغوري في تورونتو، ولوحة رثاء المسيح في متحف المتروبوليتان للفنون، وثلاثة أعمال في فيلادلفيا، والعديد من الأعمال الأخرى في أماكن أخرى. يقع من الناحية الأسلوبية بين معاصريه الفرنسيين والفلمنكيين، باستخدامه الابتكار الفلمنكي في التكوين والمناظر الطبيعية. عادة ما كان منظور لوحاته سليمًا تقنيًا، لكن نسب شخصياته غالبًا ما تكون غريبة، وأوضاعها متصلبة إلى حد ما.

## المخطوطات
تحتوي تحفته الفنية، سجلات فرنسا العظمى، والموجودة الآن في المكتبة الوطنية الروسية، سانت بطرسبرغ، على 25 منمنمة كبيرة (215 × 258 مم) و 65 واحدة أصغر، تتراوح في أسلوبها من مشاهد المعارك الملونة بألوان زاهية إلى أخرى بأسلوب مبتكر قريب من طراز الجريسيللا (الذي تُستخدم فيه ألوان الرمادي)، مع لمسات من اللون الهادئ. تعكس الرسوم التوضيحية النص، وهو نسخة غير عادية تُبرز الأحداث الهولندية، ويبدو أنها تهدف إلى تسويغ مطالبة فيليب الطيب بالعرش الفرنسي. تحتوي المكتبة نفسها على نص طبي مع لوحة منمنمة جميلة في واجهته بها بورتريه آخر لفيليب الطيب، وإطار من الشعارات.

## روابط خارجية
- سيمون مارميون على موقع ديسكوغز (الإنجليزية)